# Martin von Goßler
Martin Gustav Wilhelm von Goßler (* 18. März 1843 in Liegnitz; † 3. Oktober 1898 in Kalbe) war ein preußischer Generalleutnant und Herr auf Kalbe.

## Leben

### Herkunft und Familie
Martin entstammte der Familie Goßler. Er war ein Sohn des Wirklichen Geheimen Rats und Staatsministers Albert von Goßler und dessen Ehefrau Auguste, geborene von Lamprecht (1821–1887). Sein älterer Bruder war der spätere preußischer Rittergutsbesitzer und Landrat Konrad von Goßler (1841–1900).
1868 vermählte er sich in Berlin mit Marie Fanny Albertine von Pfuel (1845–1930), eine Tochter des Generalmajors Wolf von Pfuel (1809–1866) und Marie Karoline Theodore von Lamprecht (1823–1860) und Enkelin des preußischen Ministerpräsidenten Ernst von Pfuel. Die Mutter der Ehefrau von Martin von Goßler war eine Nichte seiner Mutter.
Der Ehe entstammten fünf Söhne und zwei Töchter, darunter:
- Adelheid Marie Frieda Auguste (1870–1959) ⚭ Ulrich Marschall genannt Greiff (1863–1923)
- Martin (1873–1934), preußischer Offizier ⚭ Anna Elisabeth Rabe von Pappenheim (1875–1961), deren Mutter Gertrude von Goßler (1847–1888), Tochter von Albert von Goßler war
- Curt Alexander Burckhard (1876–1939), preußischer Offizier ⚭ Elisabeth von Goßler (1878–1964), Tochter von Konrad von Goßler

Da sein Bruder Konrad als ältester Sohn das Familiengut Zichtau mit dem Tod des Vaters 1869 erbte, erwarb er 1873 das Gut Kalbe.

### Werdegang
Zur Krönungsfeier von Wilhelm I. 1861 ging Goßler als Königlicher Hofpage im Zug mit. 1871 in der Todesanzeige für seinen Vater wird Goßler als Premierleutnant aufgeführt und diente; mit Unterbrechung als Adjutant in der 3. Reserve-Kavallerie-Brigade; im 1. Hessischen Husaren-Regiment Nr. 13 als Adjutant der 8. Kavallerie-Brigade.
1874 war er Rittmeister und Eskadronchef im 1. Hessischen Husaren-Regiment Nr. 13. In diesem Jahr wurde er auch Ehrenritter des Johanniterordens. Mitte 1875 folgte die Versetzung als Adjutant zum Generalkommando des XIV. Armee-Korps. Er wurde um 1888 als Major à la suite Adjutant beim Chef des Generalstabes der Armee.
Goßler war von 1889 bis zu seinem Tod Chef der Zentralabteilung des Großen Generalstabs und beendete seine militärische Laufbahn als Generalleutnant.